# Herman Brown
Herman Brown (* 10. November 1892 in Belton Texas; † 15. November 1962) war einer der Gründer von Kellogg Brown & Root, Inc.

## Leben
Seine Eltern waren Lucy Wilson King und Riney Louis Brown. Brown unterhielt Longlea einen 844 Hektar Jagdanwesen in Boston etwa 60 Kilometer von Washington, D.C.
Nach dem Studium an der University of Texas wurde er 1911 von einem Contractor, Generalunternehmer eines staatlichen Straßenbauauftrages, in Belton beschäftigt.
Aus der Konkursmasse dieses Kontraktors erhielt Brown 1914 für ausstehende Löhne 18 Maultiere. Diese bildeten das Kapital für seine weiteren selbständigen, unternehmerischen Aktivitäten.
1919 beteiligte sich sein Schwager Dan Root mit Kapital an diesem Unternehmen, welches entsprechend Brown and Root, Incorporated genannt wurde. Dan Root, ein wohlhabender zentraltexanischer Baumwollfarmer starb 1929.
1922 trat Hermans jüngerer Bruder, der Bauingenieur George Rufus Brown in das Unternehmen ein. Das Unternehmen Brown & Root war ein Auftragnehmer für öffentlichen Baumaßnahmen, wie Straßenpflaster und Stahlbrücken für Gemeinde- und Countyverwaltungen.
Brown war ein Gegner der Franklin D. Roosevelt und dessen New Deal. Edward Aubrey Clark arrangierte ein Treffen von Brown und Lyndon B. Johnson, bei welchem sich Brown über die Kosten der New Deal-Projekte beschwerte. Laut Robert A. Caro, sagte Johnson zu Brown: “What are you worried about? It’s not coming out of your pocket. Any money that’s spent down here on New Deal projects, the East is paying for.”
1936 wurde Brown & Root, für 27 Millionen USD, mit dem Bau des Marshall Ford Dam am Colorado River in Texas beauftragt. In einem Brief an Lyndon B. Johnson räumte George Brown ein, dass B&R mit dieser Auftrag 2 Millionen USD Gewinn machte.
Herman Brown entwickelte sich zu einem wesentlichen Förderer von Lyndon B. Johnson.
1940 erhielt Brown & Root mit dem Auftrag, für 90 Millionen USD, die Corpus Christi Naval Air Station ihren ersten Auftrag der US-Regierung.

## Brown Shipbuilding Company
1942 gründeten die Brown Brüder die Brown Shipbuilding Company.
Der Schiffbauneuling produzierte für 357 Millionen USD mehr als 350 Schiffe für die United States Navy.
Die Werft beschäftigte 25.000 Mitarbeiter und erhielt die Army-Navy Excellence Auszeichnung für ihre Kriegsproduktion und wurde von F. Roosevelt erwähnt.

## Texas Eastern Transmission Company
Nach dem Zweiten Weltkrieg lieferten die Brown-Brüder mit weiteren Unternehmen, für 143 Millionen USD an die US-Regierung klein- und großzöllige Pipelinerohre und gründeten für diesen Regierungsauftrag die Texas Eastern Transmission Company, welche zwischen 1959 und 1993 als Panhandle Eastern Corporation bezeichnet wurde.

## Edificio Artigas
In Montevideo errichtete Brown & Root 1950 an der Ecke Rincón 487 mit der 33. Straße das Edificio Artigas, ein Appartementhaus nach einem Entwurf von Carlos Ott. In diesem war jahrelang das US-Konsulat untergebracht.
In den 1950ern und 1960ern errichtete Brown & Root zahlreiche US-Air-Force- und US-Navy-Stützpunkte in Spanien, Frankreich und Guam. Sowie für die US-Regierungen zahlreiche Straßen, Dämme, Brücken, Raffinerien
und Bohrplattformen.
1961 wurde das Unternehmen für 200 Millionen USD, mit der Planung des Lyndon B. Johnson Space Center beauftragt.
Unter der Regierung Jonson war B&R Teil eines Konsortiums, das in Vietnam für 1,6 Milliarden USD Landebahnen, Brücken und weitere militärische Objekte errichtete.
B&R war auch am Project Mohole beteiligt, mit welchem die Erdkruste punktiert werden sollte.
Herman Brown war Mitgründer der Brown Foundation.
Herman Brown war in den Geschäftsführungen:
der First National City Bank in Houston,
Texas Eastern Transmission Corporation,
Southwestern University, Armco Steel Corporation, und des Texas Children’s Hospital in Houston.
Daneben war er in der Öl- und Gasprospektion und der Viehzucht engagiert.
Herman Brown wurde auf dem Glenwood-Friedhof beigesetzt.